# Подгори (Самарська область)
Подгори - село у Волзькому районі Самарської області у складі сільського поселення Рождєствено.

## Географія
Знаходиться на сході Самарської Луки на краю заплави Волги навпроти Самари на відстані близько 12 кілометрів на північ-північний схід від села Рождєствено, центру сільського поселення.

## Історія
Засноване на початку XVII як маєток самарського Спасо-Преображенського монастиря. Альтернативна назва Іллінське по місцевій церкві.

## Населення
Постійне населення становило 106 осіб (росіяни 81%) у 2002 році, 361 у 2010 році.

## Визначні пам'ятки
- Церква Іллі Пророка

Цегляна будівля церкви була побудована в 1865 замість згорілої дерев'яної. На початку 1930-х років церква була закрита та частково зруйнована, будівля використовувалась у господарських цілях. Відновлення храму розпочалося у 1998 році, а у 2003 році було відслужено першу після реставрації Божественну літургію. Зараз церква належить до Заволзького Свято-Іллінського жіночого монастиря, заснованого у 2006 році.
- Заволзький монастир на честь Чесного і Життєдайного Хреста Господнього[4][5][6]

- Крижана (Гнила) печера

Температура нижче нуля в печері на околицях села зберігається цілий рік.

## Фільмографія
- У селі Підгори відбувається дія документального фільму «Палаюче село Підгори», випущеного 2021 року телеканалом «Настоящее время».